# Шпишић Буковица
Шпишић Буковица је насељено место и седиште општине у Вировитичко-подравској жупанији, Република Хрватска.

## Историја
До територијалне реорганизације у Хрватској налазила се у саставу бивше велике општине Вировитица.

## Становништво
На попису становништва 2011. године, општина Шпишић Буковица је имала 4.221 становника, од чега у самој Шпишић Буковици 1.686.

## Попис1991.
На попису становништва 1991. године, насељено место Шпишић Буковица је имало 1.866 становника, следећег националног састава:
| Попис 1991.‍   | Попис 1991.‍  | Попис 1991.‍ | Попис 1991.‍ | Попис 1991.‍ |
| ------------- | ------------ | ----------- | ----------- | ----------- |
|               |              |             |             |             |
| Хрвати        | Хрвати       |             | 1.766       | 94,64%      |
| Југословени   | Југословени  |             | 29          | 1,55%       |
| Срби          | Срби         |             | 11          | 0,58%       |
| Албанци       | Албанци      |             | 4           | 0,21%       |
| Македонци     | Македонци    |             | 1           | 0,05%       |
| Немци         | Немци        |             | 1           | 0,05%       |
| Словенци      | Словенци     |             | 1           | 0,05%       |
| неопредељени  | неопредељени |             | 24          | 1,28%       |
| регион. опр.  | регион. опр. |             | 1           | 0,05%       |
| непознато     | непознато    |             | 28          | 1,50%       |
| укупно: 1.866 |              |             |             |             |